# Mi fist
Mi fist è il primo album in studio del gruppo musicale italiano Club Dogo, pubblicato il 23 aprile 2003 dalla MiResidenza Entertainment.
L'album è stato premiato come "Miglior Album" all'edizione del 2004 dell'MC Giaime.

## Descrizione
L'album è stato prodotto in gran parte da Don Joe, aiutato da Frankie Gaudesi e DJ Paolino durante il processo di realizzazione del disco. Il titolo è una citazione del film Tokyo Fist di Shin'ya Tsukamoto, confermata dal fatto che la copertina contiene una scena tratta dal film in questione e dalla scritta che compare sulla copertina della riedizione del 2004 (拳のミラノ). MI invece indica la sigla di Milano. Tra i vari brani dell'album vi hanno partecipato anche alcuni artisti ospiti: oltre all'ex compagno del precedente gruppo Sacre Scuole Dargen D'Amico, autore in Tana 2000, hanno partecipato Lamaislam della Porzione Massiccia Crew, Santi DJ, Totò Mezzolla e Vincenzo da Via Anfossi.
Mi fist è diventato uno dei classici dell'hip hop italiano. Nello stesso anno fu ripubblicato dalla Vibrarecords con l'aggiunta di tre remix: le canzoni sono Sangue e filigrana (con Vincenzo da Via Anfossi), Vida loca e La stanza dei fantasmi. L'ordine della lista tracce rimane invariato, con la differenza che i brani remixati rimpiazzano quelli originali.

## Tracce

### Edizione del 2003
1. Intro – 1:22
2. Cronache di resistenza (Hard to Do) – 3:41
3. Rap soprano – 3:46
4. Qualcosa in mente – 3:45
5. Interlude – 0:34
6. Sangue e filigrana (featuring Vincenzo "Aken" da Via Anfossi) – 4:03
7. Note killer – 4:24
8. Tana 2000 (feat. Dargen D'Amico) – 3:29
9. Indecifrabili-Dangerous! (featuring Lamaislam) – 4:53
10. Selezione all'ingresso – 5:18
11. Interlude – 0:45
12. Vida loca – 4:15
13. Kyobo Ni Tsuki (featuring Don Joe) – 4:03
14. Massive (featuring Santy DJ) – 4:40
15. LLCD (Ladies Love Club Dogo) (featuring Don Joe) – 4:24
16. Hardboiled (Sabotatori) – 4:01
17. Totòlude – 0:32
18. Ignoranz Verse Pusherz (2K) (featuring Totò Mezzolla) – 2:07
19. La stanza dei fantasmi – 4:44
20. Phra (Outro) (featuring Vincenzo "Aken" da Via Anfossi) – 3:48

### Riedizione del 2004
1. Intro – 1:22
2. Cronache di resistenza (Hard to Do) – 3:41
3. Rap soprano – 3:46
4. Qualcosa in mente – 3:45
5. Interlude – 0:34
6. Sangue e filigrana RMX 2K4 (feat. Vincenzo "Aken" da Via Anfossi) – 3:02
7. Note killer – 4:24
8. Tana 2000 (feat. Dargen D'Amico) – 3:29
9. Indecifrabili, Dangerous! (feat. Lamaislam) – 4:53
10. Selezione all'ingresso – 5:18
11. Interlude – 0:45
12. Vida loca RMX 2K4 – 3:14
13. Kyobo Ni Tsuki – 4:03
14. 02 Massive (Santy DJ) – 4:40
15. LLCD (Ladies Love Club Dogo) – 4:24
16. Hardboiled (Sabotatori) – 4:01
17. Totòlude – 0:32
18. Ignoranz Verse Pusherz (2K) (feat. Totò Mezzolla) – 2:07
19. La stanza dei fantasmi RMX 2K4 – 4:08
20. Phra (Outro) (feat. Vincenzo "Aken" da Via Anfossi) – 3:48

## Formazione
- Gué Pequeno – voce
- Jake La Furia – voce
- Don Joe – campionatore, programmazione, voce, produzione